# Мегара (міфологія)
Мегара (грец. Μεγάρα) — дочка фіванського царя Креонта, дружина Геракла, яку той пізніше віддав заміж за свого небожа й друга Іолая. Від Геракла мала трьох синів.

## Родина
Мегара була старшою дочкою Креонта, царя Фів, який, можливо, був братом Епікасти і дядьком Едіпа.  Імена та кількість дітей Мегари та Геракла залежать від автора. За словами міфографа Аполлодора, Мегара була матір’ю трьох синів Геракла на ім'я Теримах, Креонтіад та Деїкон. Фіванський поет Піндар стверджує, що Мегара народила Гераклові вісім синів.

## Міфологія
Батько одружив Мегару з Гераклом як за винагороду для героя після того, як він вів захистив Фіви проти мідійців біля Орхомена, і у пари було кілька спільних синів. Гера ввела Геракла в приступ тимчасового божевілля через її ненависть до нього. У своєму безумстві, Геракл убивав своїх дітей або стріляючи в них стрілами, або кидаючи їх у вогонь. Чи померла також Мегара внаслідок цього нападу, залежало від автора.  У деяких джерелах, після того, як Геракл завершив свої дванадцять подвигів, Мегара вийшла заміж за племінника Геракла — Іолая і стала матір'ю Лейпефіліне .
Прагнення Геракла спокутувати вбивства своєї дружини та дітей, як правило, називається каталізатором того, щоб стати рабом свого двоюрідного брата Еврістея та виконати Дванадцять подвигів. Евріпід представляє альтернативний порядок подій у своїй трагедії з Гераклом. Спектакль починається з Мегари, її дітей та Амфітріона, який шукає притулку від тирана Лікоса, який погрожує їм, оскільки Геракл знаходиться у підземному світі. Геракл повертається, щоб врятувати свою родину, але Ірида і дух божевілля, Лісса, змушують його  вбивати Мегару та їхніх дітей, оскільки він вважає, що він нападає на Лікоса. Римський драматург Сенека Молодший переказує аналогічну історію у своїй п’єсі "Геракл у безумстві".
Перебуваючи в підземному царстві, Одіссей бачить Мегару, але не деталізує її міфологію, крім того, щоб сказати, що вона була дочкою Креона та колишньою дружиною Геракла. Елліністична поема "Мегара" невідомого автора представила діалог у Тиринфі між жалобною Мегарою та матір'ю Геракла Алкменою.

## Культ, присвячений дітям Мегари
Сини Геракла, здається, були включені в культ героїв Геракла в Фівах, який відзначався на фестивалі, відомому під назвою Гераклія, де готували бенкет на честь Геракла над "Електранськими воротами" і здійснювали жертвоприношення. Героони дітей Геракла та Мегари у Фівах шанували як Халькораї.
- Словник античної міфології. — К.: Наукова думка, 1985. — 236 сторінок.

1. ↑  Любкер Ф. Hercules // Реальный словарь классических древностей по Любкеру / под ред. Ф. Ф. Зелинский, А. И. Георгиевский, М. С. Куторга и др. — СПб: Общество классической филологии и педагогики, 1885. — С. 607–612.